# 라우리스 스트라우트마니스
라우리스 스트라우트마니스(라트비아어: Lauris Strautmanis, 1998년 6월 5일~)는 라트비아의 사격 선수로 주 종목은 권총이다. 2024년 하계 올림픽에 참가했으며 세계 선수권 대회에서 은메달 1개(2023)를 획득했다.